# Vlastimil Hašek
Vlastimil Hašek (7. června 1928 Praha – 12. dubna 1992 Praha) byl český herec. Vyznačoval se nejen svým nezaměnitelným zjevem intelektuála se silnými brýlemi, ale i svým rozšafným způsobem hereckého projevu.
Po studiu herectví na DAMU (absolvoval v roce 1953) působil nejprve v divadle v Karlových Varech, poté se stal členem Městských divadel pražských, kde pak působil v letech 1962–1990 . Televizním divákům je znám např. jako detektiv Rudolf Pekař ze seriálu Malý pitaval z velkého města nebo lékař z filmu Jak utopit dr. Mráčka aneb Konec vodníků v Čechách. Jeho manželkou byla herečka Dana Syslová.
Ve filmu většinou hrával drobnější role, větší role dostával spíše v televizi.

## Divadelní role, výběr
- 1962 Thornton Wilder: Paní Dolly, dohazovačka, August, Divadlo ABC, režie Ladislav Vymětal
- 1966 Alec Coppel: Hraběte jsem zabil já!, Asistent Raines, Divadlo ABC, režie František Miška
- 1969 Ivan Klíma: Porota, Inženýr, Komorní divadlo, režie Ladislav Vymětal, 21 repríz
- 1970 Geoffrey Chaucer: Vesele do Canterbury, Kohout, Divadlo Komedie, režie Ota Ornest, 74 repríz

## Televize
- 1969 Brýle (TV mikrokomedie) – role: řidič ředitele

## Rozhlas
- 1968 Giles Stannus Cooper: Nepříjemná ústřice. Překlad a režie: Josef Červinka, role: strážník.